# Creney-près-Troyes
Creney-près-Troyes är en kommun i departementet Aube i regionen Grand Est (tidigare regionen Champagne-Ardenne) i nordöstra Frankrike. Kommunen ligger  i kantonen Troyes 2e Canton som ligger i arrondissementet Troyes. År 2022 hade Creney-près-Troyes 1 996 invånare.

## Befolkningsutveckling
Antalet invånare i kommunen Creney-près-Troyes
Referens: INSEE